# ß

各種字體下的字母ß

ß，是德文字母之一，德語讀作 eszett（也就是德語字母S和Z的連讀，國際音標讀作/ɛs'tsɛt/），又稱為 scharfes S（清S）。這個字母在世界目前的語言和書寫格式僅有德語字母採用。ß是在特殊的狀況下從ss演變而來，在無法使用ß書寫的場合，例如其他語言的電腦使用者不方便輸入此字母時，可以「ss」代替。之前，ß在西方字母中也是比較特殊的一個，它只有小寫體，而且沒有相互對應的大寫字母。2008年4月，Unicode正式收录了其大写字母。於2017年，德語正寫法協會正式將大寫字母ẞ納入德文正寫法，使長年的辯論結束。

## 起源
一般認為有兩種字母連體的可能，產生了 ß：

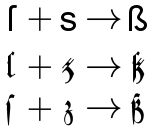
印刷體ß的起源

- 字母 ſ 和 s 連體，是由長s（ſ）和正常的s結合。字母 ſ 和 s 連體，被用在Antiqua字型，曾用在法語和英語的印刷體上，十八世紀時隨著ſ的禁用，此種結合方式也被廢止
- 字母 ſ 和 z 連體。中世紀之後開始在德語粗體字型使用，高地德語輔音轉變時，德語的[t]逐漸改變成[s]或是[ts]，起初這兩種都拼作 zz，但很快地分化成 ſz 和 tz 兩種寫法，而該 s 的發音與古德語s 的發音不相同，這個差異在中世紀也隨著語言的演變消失，因此 ſz 以及 ss 便被混淆使用，幾個世紀之後這兩種拼寫法在1901年的德語拼字改革合併為一。

過去德文通常使用德文尖角體(哥德體活字)字型，18世紀晚期到19世紀前半葉，越來越多的文書以古籍字體(古羅馬字體)的字型印刷，排字工人為此尋找對應於黑體字 ſz 的古籍字體字型，因為他們認為應該保存 ſz 和 ss 之間的差別，這個差別的保存
在1996年被視為是德語拼字改革義不容辭的工作。為此甚至研發出四種可用於古籍字體字型表示的ß：

四種由Antiqua字型呈現的ß

1. 將 ſ 和 s 並排書寫（不是連寫合字，而是保留為分開的兩個字元）
2. 將 ſ 和 s 連體。
3. 將 ſ 和一種黑體字的 z 連體（此種 z 看起來像「3」，而使得連體看起來最接近原始的印刷字連體）
4. 將 ſ 和一種 3 連體（這使得看起來像希臘字母 ）

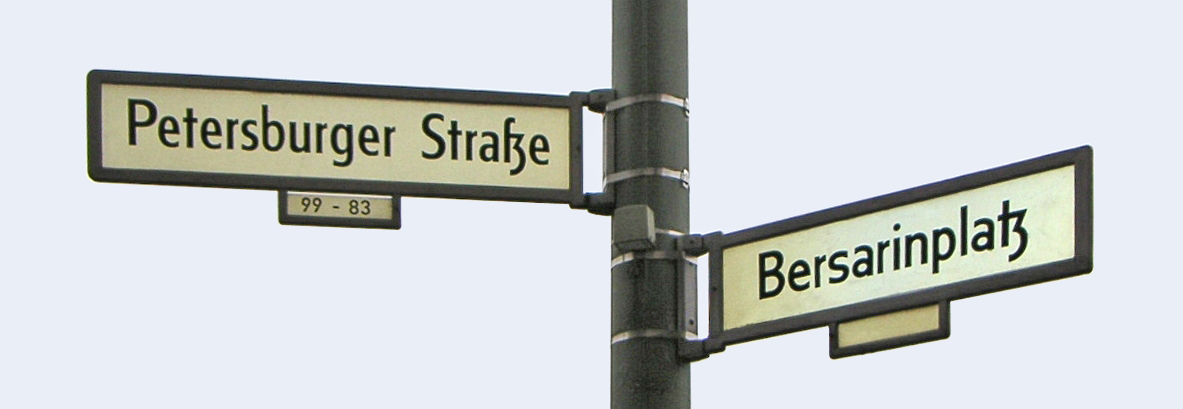
德国柏林的一块有ß字的路标

## 輸入
- 德語輸入法下，美式鍵盤的-鍵即為德語鍵盤（英语：German keyboard layout）的ß。
- 使用英文(美國)國際鍵盤布局的話： 同時按AltGR和s。
- 採用微軟視窗作業平台的電腦（筆記型電腦不適用）若使用美式鍵盤，要輸入「ß」時可以先按住 Alt 鍵，隨後輸入「+00DF」、「0223」或是「223」，數字部分要用鍵盤右方的數字區輸入，完成後放開 Alt 鍵。要輸入「ẞ」時可以先按住 Alt 鍵，隨後輸入「+1E9E」或是「7838」，數字部分要用鍵盤右方的數字區輸入，完成後放開 Alt 鍵。
- 使用微軟視窗的電腦，若不能以上述方法輸入時，可以打開Microsoft Word以插入符號的方式取得這個字母。
- 麥金塔電腦使用美式鍵盤時，要輸入 ß 可採用 Option + s 的方式完成輸入。
- 在UNIX和Linux的X Window桌面中，可以打开组合键（Compose Key）选项（Gnome系统中在“键盘首选项”的“布局选项”中）；然后先按组合键再按ss完成输入。使用Alt + _ 的方式可在X下输入ß。也可以按住 Control+Shift 并输入“u00df”。在Wayland下，可先按Control+Shift+U 再输入“00df”最后按Enter达到同样的效果。

## 用法
今日的德文 ß 的拼字法，被用來表示清音的 s（國際音標的[s]），通常用在一個音節的開頭（例如：街道 Stra-ße）或是一個單字它的系列單字（例如動詞變化）中有 ß 則在一個長元音之後使用它表示[s]的音（例如：他流動 es fließt，的系列動詞原型為 flie-ßen）；不過當前後音節的[s]音分別屬於兩個音節時，則會採用 ss 的寫法（例如：漂浮的過去分詞ge-flos-sen），或是當一個字的其他系列單字使用兩個s，則 ss 置於短元音之後（例如：它漂浮 es floss）。

### 舊式用法和拼字改革
1996年德語正字法改革之前，有一個額外的規則是 ss 只能於連接兩個音節時使用，否則應該由 ß 取代，有時甚至使得這個改變發生在短元音之後，例如「floss（流动"fließen"的过去式）」曾被拼為「floß」；這一次的改革影響的還包括一些地理名詞，例如「Rußland（俄羅斯）」和「Preßburg（普雷斯堡，今布拉迪斯拉發）」分別改成「Russland」與「Pressburg」。

### 瑞士和列支敦斯登
瑞士和列支敦斯登官方正式於1930年代廢止字母 ß 的使用，目前學校、通信、報紙等皆已經不再使用此字母，不過瑞士的出版業者仍然繼續使用，因為他們的出版品擴及遠比這兩個國家還要廣大的德語市場。

### 替代和大寫
若無 ß 可使用，基本上應該使用 ss 作為首要替代拼字法，這個 ss 可用連字符號連接，例如：「Stras-se」表示「Stra-ße」。如果整個單字是由大寫字母組成，則使用 SS，例如「STRASSE」除非是一些正式或法律上的文件，為了避免模稜兩可或混淆，大寫體便可以使用ß。
舊式的拼字法中，曾有人倡導使用 SZ，以免 SS 會產生謬誤結果，例如：「IN MASZEN」（限量，Maß表示度量）和「IN MASSEN」（大量，Masse表示大量、眾多）。1957年東德杜登詞典甚至不斷提議，應該推行 ß 的大寫體。2004年Anreas Stötzner基於大寫體的 ß 是印刷體的問題，針對Unicode提出使用兩個大寫S並不適合用作編碼，不過這個提案已經於當年被拒絕了。2007年這個提案被重新發布至德國標準化學會，提議把大寫ß的Unicode名字改作「LATIN CAPITAL LETTER SHARP S」。該計劃書被接納，並以編碼U+1E9E收錄於Unicode 5.1。

## ß和β辨析
ß 不應該和外表極為相似的小寫的希臘字母 β 混淆，這對於不認識德文的讀者來說很重要，因為這兩個西方字母實際上沒有關係。事實上這兩個字母，在電腦的輸入法和一般印刷品上，存在著足以讓兩者不致混淆的差別，若真的無法呈現ß時，ss才是正確的替代符號
在多數情況下，ß和β的差異如下：
- β筆劃開頭低於一般書寫對齊的底綫，ß不向下突出。
- β在書寫的筆劃尾端和左側的垂直綫有相連，而ß是分開的。
- β使用希臘字體的筆劃寬度，傾斜綫的部分最細，ß採用拉丁字體的筆劃寬度，水平綫最細。

然而，歷史上曾經一度流行這兩種字母之間的替代，像是描述一個電腦軟體程式的測試版本（β版）時，有些較為舊的作業平台（例如：Classic Mac OS）並不支援希臘字母；另外，IBM較原始的DOS編碼CP437，將這兩種字母異體合併，使其具有一樣的代碼值。
在德文書寫必須注意的是，ß的筆劃相當於β左邊的起始筆劃低於語句對齊的底線。

## 其它
- 依照字母順序排列德語字彙時，ß 一般被視為是 ss，Ruß → Russe → rußen → Russland （俄羅斯）；也有些人將ß分類為單一的s，但是並未大量採用。

- ß 也用在一些蘇美爾語（兩河流域蘇美古文明使用的語言）的拉丁拼音化的場合，在此條件之下，它代替的是 sh 的發音，一些研究蘇美爾語言的學者則使用「sz」或是「$」表示這個音。
- 同時 ß 也是在以匈牙利語交流的行動電話簡訊中，取代字型 sz，藉此達到縮短簡訊長度的目的，因為簡訊通常有字數限制。有許多瑞士的德語使用者在簡訊中取代所有的 ss。

## 字符编码
| 字符编码 | Unicode | ISO 8859-1，2，3，4，9， 10，13，14，15，16 |
| -------- | ------- | ------------------------------------------- |
| 大写 ẞ   | U+1E9E  | －                                          |
| 小写 ß   | U+00DF  | DF                                          |

小寫 ß 在通訊和電腦的編碼應用上有以下5種：
1. HTML的字元編碼的「&szlig;」。
2. Unicode十进制是「223」。
3. 十六进制的「00DF」。
4. UTF-8的「C3, 9F」。
5. ISO/IEC 8859的編碼，存在於在第1、2、3、4、9、10、13、14、15、16套編碼之中。

大寫 ẞ 在通訊和電腦的編碼應用上有以下3種：
1. Unicode十进制是「7838」。
2. 十六进制是「1E9E」。
3. UTF-8的「E1, BA, 9E」。

## 参看
- ſ（长S）
- ẞ（大寫ẞ）
- 帕拉提诺体

## 外部連結
- antiqua - 古籍字體；古羅馬字體[]

| 德语字母 | 德语字母 | 德语字母 | 德语字母 | 德语字母 | 德语字母 | 德语字母 | 德语字母 | 德语字母 | 德语字母 | 德语字母 | 德语字母 | 德语字母 | 德语字母 | 德语字母 | 德语字母 | 德语字母 | 德语字母 | 德语字母 | 德语字母 | 德语字母 | 德语字母 | 德语字母 | 德语字母 | 德语字母 | 德语字母 | 德语字母 | 德语字母 | 德语字母 | 德语字母 |
| -------- | -------- | -------- | -------- | -------- | -------- | -------- | -------- | -------- | -------- | -------- | -------- | -------- | -------- | -------- | -------- | -------- | -------- | -------- | -------- | -------- | -------- | -------- | -------- | -------- | -------- | -------- | -------- | -------- | -------- |
| A        | a        | (Ä       | ä)       | B        | b        | C        | c        | D        | d        | E        | e        | F        | f        | G        | g        | H        | h        | I        | i        | J        | j        | K        | k        | L        | l        | M        | m        | N        | n        |
| O        | o        | (Ö       | ö)       | P        | p        | Q        | q        | R        | r        | S        | s        | (ẞ       | ß)       | T        | t        | U        | u        | (Ü       | ü)       | V        | v        | W        | w        | X        | x        | Y        | y        | Z        | z        |

| ISO基本拉丁字母                                                                       | ISO基本拉丁字母 | ISO基本拉丁字母 | ISO基本拉丁字母 | ISO基本拉丁字母 | ISO基本拉丁字母 | ISO基本拉丁字母 | ISO基本拉丁字母 | ISO基本拉丁字母 | ISO基本拉丁字母 | ISO基本拉丁字母 | ISO基本拉丁字母 | ISO基本拉丁字母 | ISO基本拉丁字母 | ISO基本拉丁字母 | ISO基本拉丁字母 | ISO基本拉丁字母 | ISO基本拉丁字母 | ISO基本拉丁字母 | ISO基本拉丁字母 | ISO基本拉丁字母 | ISO基本拉丁字母 | ISO基本拉丁字母 | ISO基本拉丁字母 | ISO基本拉丁字母 | ISO基本拉丁字母 |
| ------------------------------------------------------------------------------------- | --------------- | --------------- | --------------- | --------------- | --------------- | --------------- | --------------- | --------------- | --------------- | --------------- | --------------- | --------------- | --------------- | --------------- | --------------- | --------------- | --------------- | --------------- | --------------- | --------------- | --------------- | --------------- | --------------- | --------------- | --------------- |
| Aa                                                                                    | Bb              | Cc              | Dd              | Ee              | Ff              | Gg              | Hh              | Ii              | Jj              | Kk              | Ll              | Mm              | Nn              | Oo              | Pp              | Qq              | Rr              | Ss              | Tt              | Uu              | Vv              | Ww              | Xx              | Yy              | Zz              |
| 历史 • 古文字变体 • 连字 • 衍生字母 • 附加符号 • 标点符号 • 数字 • Unicode • 字母列表 |                 |                 |                 |                 |                 |                 |                 |                 |                 |                 |                 |                 |                 |                 |                 |                 |                 |                 |                 |                 |                 |                 |                 |                 |                 |